# القنزحية (مبين)

تعديل مصدري - تعديل

القنزحية هي إحدى قرى عزلة مبين بمديرية مبين التابعة لمحافظة حجة، بلغ تعداد سكانها 889 نسمة حسب تعداد اليمن لعام 2004.